# Herman Joseph Sahadat Pandoyoputro
Herman Joseph Sahadat Pandoyoputro OCarm (ur. 23 kwietnia 1939 w Kopeng, zm. 23 września 2016) – indonezyjski duchowny katolicki, biskup Malang 1989-2016.

## Życiorys
Święcenia kapłańskie otrzymał 2 sierpnia 1970.
15 maja 1989 papież Jan Paweł II mianował go biskupem diecezjalnym Malang. 3 września tego samego roku z rąk biskupa Francisa Hadisumarta przyjął sakrę biskupią. 28 czerwca 2016 ze względu na wiek na ręce papieża Franciszka złożył rezygnację z zajmowanej funkcji.
Zmarł 23 września 2016.